# Tweespruit
Tweespruit — miasto w Wolnym Państwie Orania położone niedaleko granicy z Lesotho, ośrodek przemysłu mleczarskiego. 
W afrikaans nazwa miasta oznacza dwa strumienie. Założone po II wojnie burskiej jako eksperymentalne gospodarstwo. Pełni funkcję usługową dla okolicznych farm. 